# Bandenahalli, Chintamani
Bandenahalli là một làng thuộc tehsil Chintamani, huyện Kolar, bang Karnataka, Ấn Độ.